# Avesalom

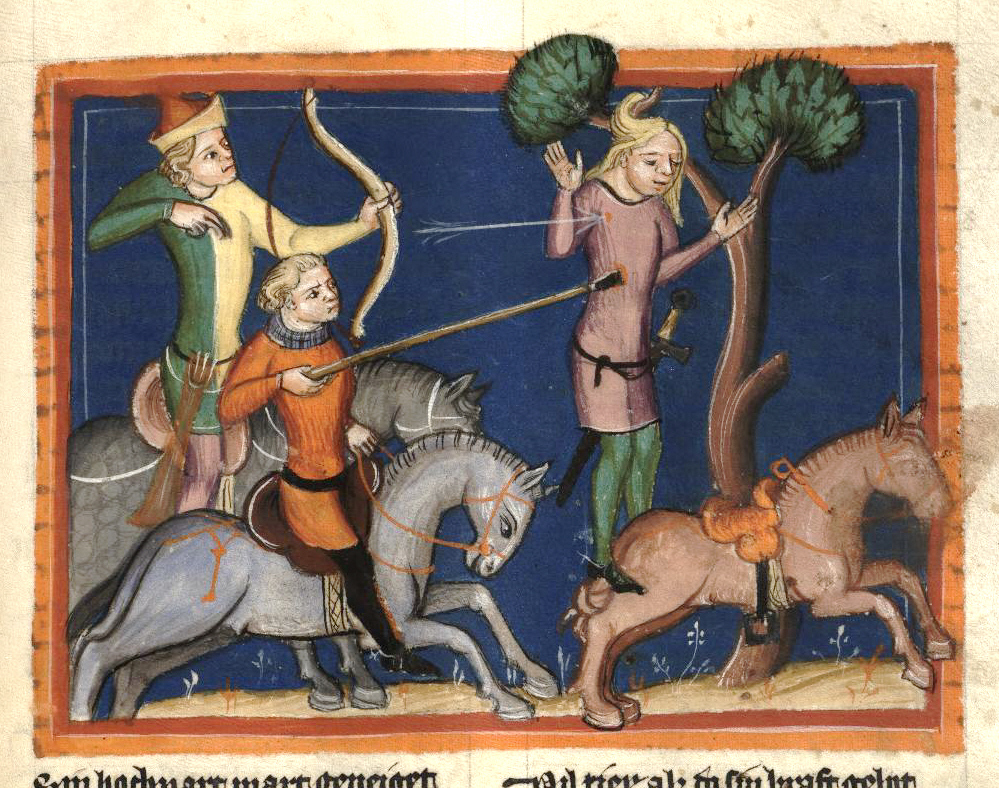
Moartea lui Absalom, agățat de păr într-un copac (miniatură germană din secolul al 14-lea).

Avesalom (Abșalom) (în ebraică: אַבשָלוֹם, Abșalom, în traducere „Tatăl păcii”), în conformitate cu Biblia ebraică, a fost al treilea fiu al lui David, Regele Israelului cu Maakha, fiica lui Talmai, Regele Gheșurului.
2 Samuel:14:25 îl descrie ca fiind cel mai frumos om din regat. În cele din urmă, Avesalom  s-a răzvrătit împotriva tatălui său și a fost ucis în timpul Bătăliei din Pădurea  Ephraim.

## Relatarea biblică

### Fundal
Avesalom, al treilea fiu al lui David, făcut cu Maaca, s-a născut în Hebron. S-a mutat de la o vârstă fragedă, odată cu mutarea capitalei, la Ierusalim, unde și-a petrecut majoritatea vieții sale. El a fost copilul favorit al tatălui său și al poporului. Manierele lui fermecătoare, frumusețea sa, felul insinuant de a fi, dragostea de pompă și aerele princiare au captivat de la bun început inimile oamenilor. El trăia în stil mare, conducea un car magnific, având cincizeci de oameni care alergau înaintea lui.
Puțin este cunoscută viața de familie a lui Avesalom; dar narațiunea biblică afirmă că el a avut trei fii și o fiică, al cărei nume a fost Tamar. Din citatul 2 Samuel:18:18, "nu am nici fiul pentru a-mi păstra numele în amintire", se deduce că fiul lui a murit la o vârstă fragedă.
2 Chronicles:11:20 spune că Avesalom a avut o fiică sau nepoată pe nume Maaca, care mai târziu a devenit soția favorită a lui Roboam.

### Uciderea lui Amnon

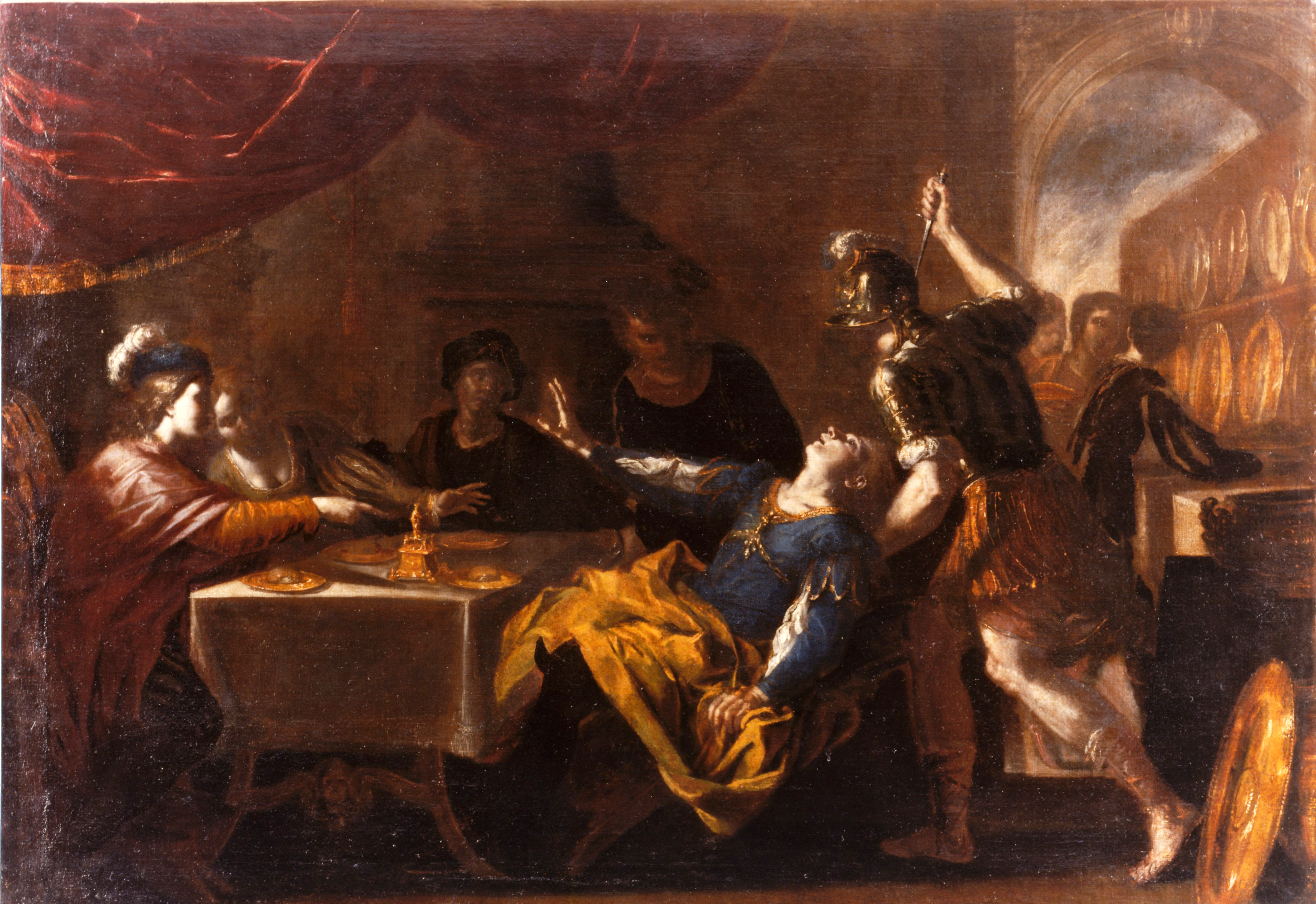
Banchetul lui Avesalom atribuit lui Niccolò de Simone jurul anului 1650

Sora lui Avesalom, Tamar, a fost violată de Amnon, care era fratele lor vitreg. Amnon era, de asemenea, fiul cel mare al lui David. După viol, Avesalom a așteptat doi ani, și apoi a răzbunat-o pe Tamar, trimițându-și slujitorii să-l ucidă pe Amnon beat, la un ospăț la care Avesalom îi invitase pe toți fiii regelui (2 Samuel:13).
După această crimă, Avesalom a fugit la Talmai, regele Gheșurului și bunicul lui matern (a se vedea, de asemenea, Joshua 12:5). Trei ani mai târziu, Avesalom a reintrat în grațiile tatălui său și în cele din urmă a revenit la Ierusalim (vezi Ioab).

### Revolta din Hebron

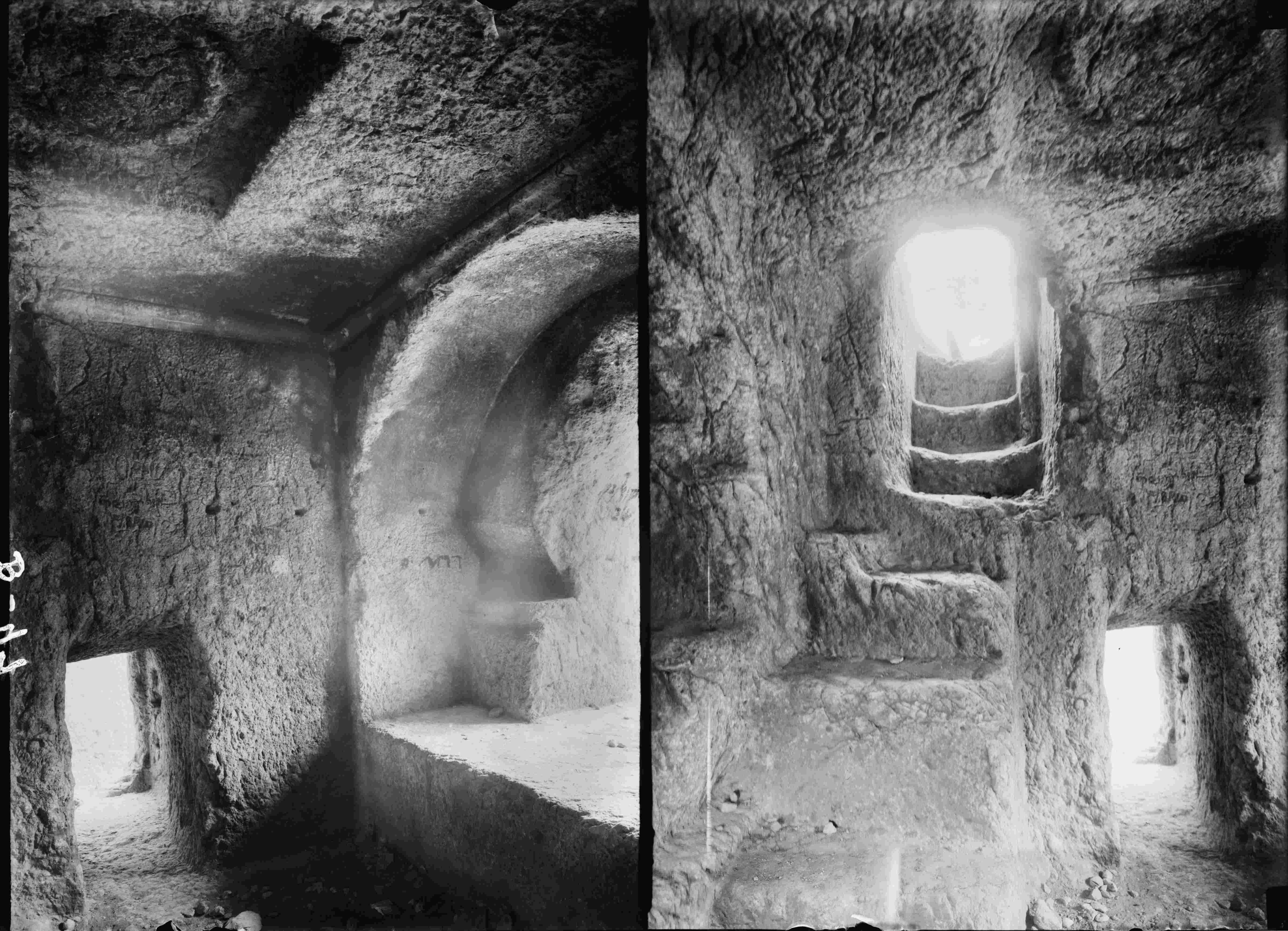
Două imagini ale camerei mortuare din interiorul așa-numitului Mormânt al lui Avesalom, în Valea lui Iosafat, Ierusalim, care nu are legătură cu biblicul Avesalom.

În timp ce era la Ierusalim, Avesalom își crea popularitate, vorbind cu cei care veneau la Regele David să ceară dreptate, spunând: "Vezi, afirmațiile tale sunt bune și drepte; dar nimeni nu este trimis de rege să vă asculte", profitând probabil de defecte în sistemul judiciar. "Dacă aș fi eu judecător în țară! Atunci toți cei care ar avea o pricină ar putea veni la mine și eu le-aș face dreptate." Și făcea gesturi pline de umilință, sărutându-i pe cei care se plecau înaintea lui pentru a-i înainta jalbele.. El "fura inimile poporului lui Israel".
După patru ani, el s-a proclamat rege, a pus la cale o revoltă în Hebron, fosta capitală, si s-a culcat cu țiitoarele tatălui său. Tot Israelul și iudeii s-au adunat în jurul lui, în timp ce David, a rămas doar cu cheretiții și peletiții, fosta sa pază de corp, care-l urmase de la Gath, a găsit de cuviință să fugă. Preoții Țadoc și Aviatar au rămas în Ierusalim, iar fiii lor, Ionatan și Ahimaaț i-au servit lui David ca iscoade. Avesalom a ajuns în capitală și s-a sfătuit cu renumitul Ahitofel. 
David s-a refugiat în fața forțelor lui Avesalom dincolo de râul Iordan. Cu toate acestea, el a luat precauția de a instrui un servitor, Hușai, să se strecoare la curtea lui Absalom și să-l submineze. Acesta l-a convins pe Avesalom să ignore sfatul lui Ahithophel de a-l ataca pe tatăl său în timpul fugii și, în schimb, să-și pregătească forțele pentru un atac major. Acest lucru i-a dat lui David răgazul necesar pentru a-și pregăti propriile trupe pentru luptă.

### Lupta din Pădurea lui Efraim
O bătălie hotărâtoare s-a purtat în Pădurea lui Efraim (cum sugerează și numele, o localitate la vest de Iordan) și armata lui Avesalom a fost complet nimicită. Avesalom a fost spânzurat de păr de crengile unui stejar în timp ce  măgarul pe care era călare a fost mânat de sub el. El a fost descoperit încă în viață de unul dintre oamenii lui David, care a raportat acest lucru lui Ioab, comandantul regelui. Ioab, obișnuit să se răzbune, a profitat de această ocazie pentru a se răzbuna pe Avesalom. Avesalom dăduse o dată foc domeniului lui Ioab și apoi l-a făcut pe Amasa căpitan în locul lui Ioab. Uciderea lui Avesalom a fost împotriva poruncilor explicite ale lui David: "Să nu se atingă nimeni de tânărul Avesalom". Ioab l-a ucis pe Avesalom cu trei săgeți în inimă (este adevărat, nu l-a atins!).
Când David a auzit că Avesalom a fost ucis, deși nu și cum a fost ucis, s-a întristat foarte mult.
O, fiul meu Avesalom, fiul meu, fiul meu Avesalom! Doamne, aș fi murit pentru tine, o, Avesalom, fiul meu, fiul meu!  
David s-a retras în oraș Mahanaim în doliu, până când Ioab l-a trezit din "extravaganta sa durere"  și l-a chemat să-și îndeplinească datoria față de oameni.

### Memorial
Avesalom a ridicat un monument în apropiere de Ierusalim, pentru a-și perpetua numele.                                                                                          
Un vechi monument în Valea Chedron, în apropiere de Orașul Vechi din Ierusalim, cunoscut sub numele de Mormântul lui Avesalom sau stâlpul lui Avesalom nu are legătură cu personajul biblic. El a fost datat de arheologi ca fiind din primul secol al erei noastre.

## Artă și literatură

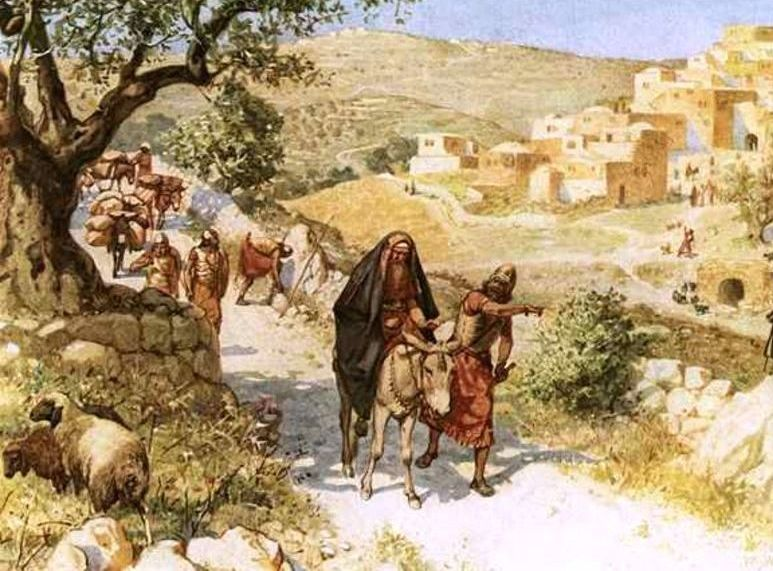
Fuga lui David din Ierusalim
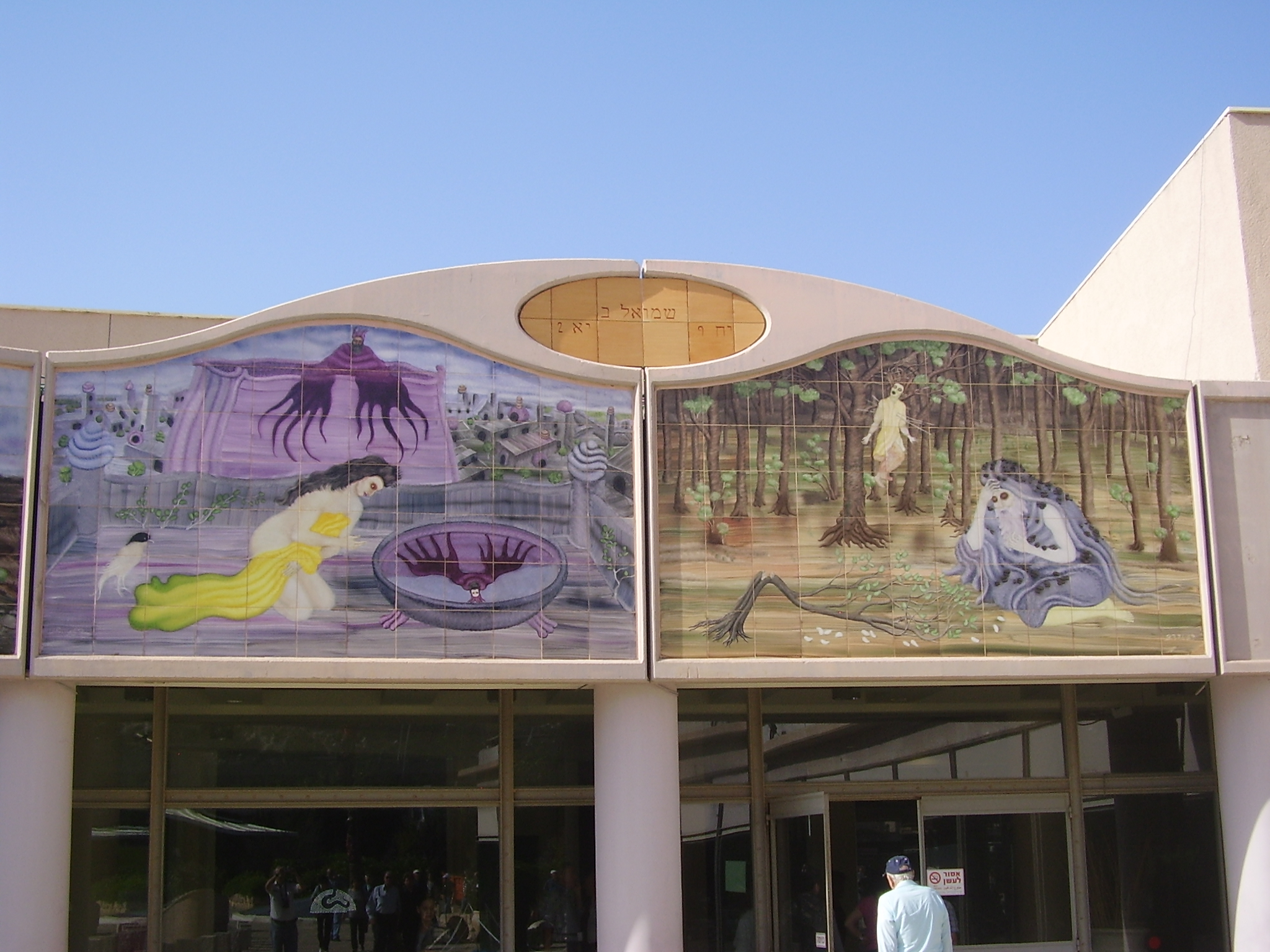
Ilustrații biblice în Castra center Haifa
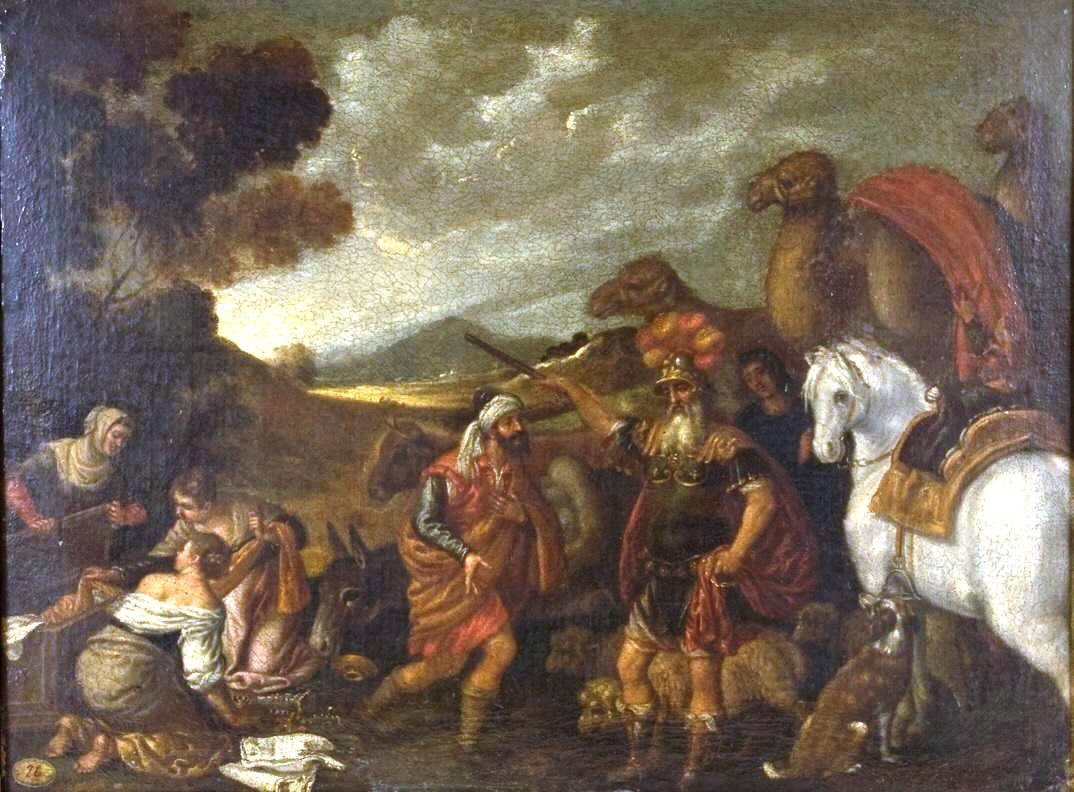
David și Avesalom –pictură a unui discipol al lui Pedro de Orrente (Museo Cerralbo, Madrid)
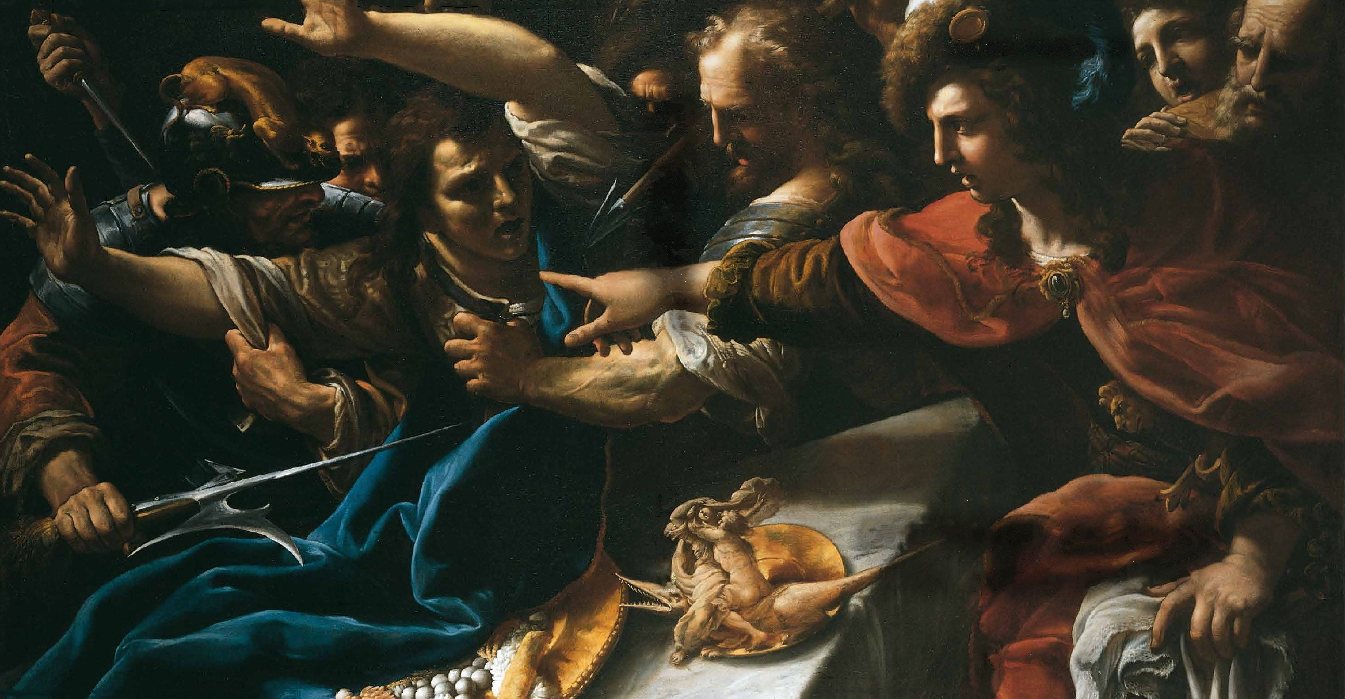
Ospățul dat de Avesalom, Niccolò Tornioli, secolul 17.

### Poezie
- Absalom și Achitophel (1681) este un punct de reper poetic, satiră politică a lui John Dryden, folosind povestea Biblică ca o metaforă pentru politica timpului.
- "Absaloms Abfall" de Rainer Maria Rilke ("Căderea lui Absalom").[23][24]
- "Absalom" este o secțiune în lungul poem  al lui Muriel Rukeyser, Cartea Morților (1938), inspirat de textul biblic, vorbind de o mamă care și-a pierdut trei fii.[25]
- "Avshalom" de Yona Wallach, publicat în prima ei colecție de poezie Devarim (1966), face aluzie la personajul biblic.[26]

### Ficțiune
- Georg Christian Lehms, Des israelitischen Printzens Absolons und seiner Prinzcessin Sora Tamar Staats - Lebens - Helden und-Geschichte (Eroice Vieții și Istoriei Israelite Prințul Absolom și Prințesa lui Tamar, Sora), roman în limba germană , publicată în Nuremberg, 1710.
- Absalom, Absalom!  este un roman de William Faulkner, și se referă la întoarcerea fiului lui Thomas Sutpen.

### Muzica
- Leonard Cohen cu poemul "Prayer for Sunset"

### Jocuri Video
- În Darksiders II, Absalom a fost liderul unei Vechi rase cunoscute sub numele de Nephilim. Atunci când Omenirii i s-a acordat premiul Eden, Absalom și-a condus armatele împotriva Raiului și Iadului, în încercarea de a fura înapoi Edenul. El este principalul antagonist al Battlefield 2.
- În Fallout 4, personajul poate da peste un periculos lunetist singuratic pe nume Absalom, care va ataca imediat. Pe moarte, Absalom ar putea spune: "Ei bine, asta nu s-a mai întâmplat înainte."

## Legături externe
Materiale media legate de Avesalom la Wikimedia Commons
- „Absalom”. Collier's New Encyclopedia. 1921.
- Plângerea lui David pentru Avesalom: http://www1.cpdl.org/wiki/index.php/Absalon,_fili_mi Arhivat în 25 ianuarie 2022, la Wayback Machine.